# Sergej Jutkevič
Sergej Jutkevič, rusky Юткевич, Сергей Иосифович (15. prosincejul./ 28. prosince 1904greg.Petrohrad – 23. dubna 1985 Moskva), byl sovětský filmový režisér a scenárista. Byl nositelem titulu Národní umělec SSSR (1962) a Hrdina socialistické práce (1974)..

## Život
Sergej Jutkevič byl karaitského původu. Své první filmy natočil jako teenager. V roce 1919, ve věku 15 let, vytvořil s Grigorijem Kozincevem loutkové představení Příběh o knězi a jeho sluhovi Baldovi, které Jutkevič režíroval a pro které sám vyrobil loutky.[3] Ve 20. letech 20. století se zpočátku věnoval vizuální činnosti, pracoval jako scénograf a po boku Sergeje Ejzenštejna jako kostýmní výtvarník a jevištní výtvarník.
Od roku 1924 pracoval v kinematografii. Byl výtvarníkem na filmech Abrama Rooma „Zrádce“ (1926) a „Třetí Meščanskaja“ (1927) a v roce 1926 vedl vlastní Experimentální filmový kolektiv (EKKYU). V roce 1928, po dokončení vlastního filmu „Krajka“, byl obviněn z formalismu a vyloučen z moskevské filmové továrny „Sovkino“. Po přestěhování do Leningradu pracoval v leningradské filmové továrně „Sovkino“ (později „Lenfilm“). Byl jedním z těch, kteří na začátku 30. let bezpodmínečně přijali nástup zvuku .
Plány zahrnovaly filmovou adaptaci Kuprinova „Souboje“, zatímco práce na filmu „Štěnice“ byla během přípravného období přerušena. V letech 1938-1944 byl uměleckým ředitelem filmového studia Sojuzdetfilm. V letech 1939-1946 zastával funkci hlavního režiséra souboru písní a tanců NKVD. Díky tomu se na jeho popud do Moskvy vrátili vyhnaní Michail Volpin a Nikolaj Erdman. Mj. v roce 1942 režíroval v Dušanbe hru Matka od Karla Čapka a natočil seriál Švejk se připravuje na bitvu. V roce 1943 natočil film Nová Švejkova dobrodružství. Jeho filmy byly často veselejší než většina ruských filmů, mimo jiné byl ovlivněn americkou groteskou. Natočil však i seriózní historické filmy, dokumentární dramata a životopisné filmy. V roce 1949 se stal jednou z obětí boje proti kosmopolitům.
Dvakrát získal cenu filmového festivalu v Cannes za nejlepší režii: za film Othello v roce 1956 a za film Lenin v Polsku v roce 1966. Z jeho pozdějších filmů patří Lenin v Paříži k nejznámějším. V letech 1959, 1961 a 1967 byl členem poroty na 1. Moskevském mezinárodním filmovém festivalu, na 2. Moskevském mezinárodním filmovém festivalu a předsedou poroty na 5. Moskevském mezinárodním filmovém festivalu.
Jutkevič byl mentorem mnoha později úspěšných režisérů, včetně Tengize Abuladzeho a Grigorije Čuchraje.